# René Boylesve
René Marie Auguste Tardiveau (La Haye-Descartes, 14 de abril de 1867-París, 14 de enero de 1926), más conocido por su pseudónimo René Boylesve, fue un escritor francés, miembro de la Academia Francesa.

## Biografía
Hijo de François Pierre Auguste y de Marie Sophie Tardievau, nació en La Haye-Descartes, departamento de Indre y Loira, el 14 de abril de 1867. Tras cursar la secundaria en Poitiers y Tours continuó sus estudios en París.
Colaboró en La Cocarde, diario publicado entre 1884 y 1885 por Maurice Barrès. Fue elegido en 1918 miembro de la Academia Francesa, tomando posesión en 1919. Falleció el 14 de enero de 1926 en París.
Entre sus obras se encuentran títulos como Mademoiselle Cloque, Leçon d’amour dans le parc o L’enfant à la balustrade.